# Sabia discolor
Sabia discolor är en tvåhjärtbladig växtart som beskrevs av Stephen Troyte Dunn. Sabia discolor ingår i släktet Sabia och familjen Sabiaceae. Inga underarter finns listade.